# Alekseevka (circondario urbano di Kinel')
Алексеевка (in russo Алексеевка?) è un insediamento di tipo urbano del circondario urbano (gorodskoj okrug) di Kinel' nell'oblast' di Samara in Russia.
Si trova a 10 km da Kinel' e a 7 km da Samara.